# Lörracher Jahrbuch
Das Lörracher Jahrbuch war von 1995 bis 2017 das Jahrbuch der baden-württembergischen Kreisstadt Lörrach.

## Geschichte
Von 1970 bis 1994 erschienen 25 Ausgaben des Lörracher Jahrbuchs unter dem Titel Unser Lörrach: eine Grenzstadt im Spiegel der Zeit, das bei Kropf & Herz, Lörrach-Tumringen erschien. Die Reihe erschien jährlich in einem charakteristischen roten Einband und dem Lörracher Wappen auf dem Titelbild.
Seit 1995 kam der Nachfolgetitel Lörrach: Lörracher Jahrbuch mit Chronik bei Waldemar Lutz, Lörrach, heraus. Im November 2017 wurde der 23. und letzte Band dieses Titels publiziert.
Im März 2018 wurde bekanntgegeben, dass ab 2018 als Nachfolgepublikation das Stadtbuch Lörrach erscheinen soll, das neben Titel auch Format und Redaktionsteam wechselt. Themenschwerpunkt des ersten Bandes, der am 5. November 2018 der Öffentlichkeit vorgestellt wurde, ist Lörrach 1968.